# Les Genevez
Les Genevez é uma comuna da Suíça, situada no distrito de Franches-Montagnes, no cantão de Jura. Tem 13,64 km² de área e sua população em 2018 foi estimada em 501 habitantes.